# Lepyrotica scardamyctis
Lepyrotica scardamyctis är en fjärilsart som beskrevs av Edward Meyrick 1921. Lepyrotica scardamyctis ingår i släktet Lepyrotica och familjen äkta malar. Inga underarter finns listade i Catalogue of Life.